# New Haven, Connecticut
New Haven är en stad i den amerikanska delstaten Connecticut med en yta av 50,2 km², och en befolkning som uppgick till 129 779 invånare 2010. I staden finns ett av de främsta lärosätena i världen, anrika Yale University.
Staden är belägen vid Long Island-sundet i den södra delen av delstaten cirka 110 kilometer nordost om New York och cirka 70 kilometer söder om huvudstaden Hartford.

## Kända personer
- Charles Goodyear, uppfinnare
- Al Capp, serietecknare
- Benjamin Spock, barnläkare, författare
- Titus Welliver, skådespelare
- George W. Bush, president
- Karen Carpenter, trummis, sångare